# Dagen H

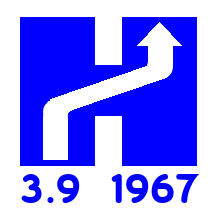
Logo Dagenu H

Dagen H znamená ve švédštině den vpravo, přičemž se zkratka H vztahuje na švédské slovo höger – vpravo, pravý, a označuje den, kdy Švédsko přešlo z levostranné k pravostranné dopravě. Tato změna nastala v neděli 3. září 1967 v 5 hodin ráno.

## Historie
Vlevo se ve Švédsku jezdilo oficiálně od roku 1734. Ve 20. století však narostla automobilová doprava a obyvatelé také stále více cestovali do sousedních zemí; v sousedních zemích Švédska, Norsku, Dánsku a Finsku, se již mnohem dříve jezdilo vpravo. Protože po pravé straně se jezdilo i ve většině evropských zemí, začalo se také ve Švédsku přemýšlet o zavedení pravostranné dopravy.
Toto téma přišlo na přetřes vícekrát. V roce 1955 došlo k referendu, při němž však většina národa, konkrétně 82,9 %, hlasovala proti zavedení pravostranné dopravy. Již roku 1954 bylo ovšem rozhodnuto, že se má pravostranná doprava definitivně zavést. V roce 1961 byly vypočítány náklady na tuto změnu. Gösta Hall je vyčíslil na 2,7 milionů švédských korun. O tři roky později, 10. května 1963, bylo stanoveno datum přeložení dopravy na 3. září 1967.

## Důvody pro zavedení pravostranné dopravy
- Hlavním důvodem přeložení dopravy byla skutečnost, že se často jezdilo přes hranice do zemí s pravostrannou dopravou. Do Švédska též přijíždělo mnoho turistů, kteří měli problémy držet se na opačné straně ulice a mnohdy docházelo k nehodám.
- Automobily měly – na rozdíl od jiných zemí s levostrannou dopravou – volant na levé straně, stejně jako v zemích, kde se jezdí vpravo. Tato okolnost ztěžovala předjíždění. Výjimkou byly autobusy, které měly volant na pravé straně a dveře na levé. Levostranné autobusy byly po přeložce buď přebudovány, anebo darovány do jiných zemí jezdících vlevo. Göteborg například daroval své staré levostranné autobusy do Pákistánu.

## Provedení

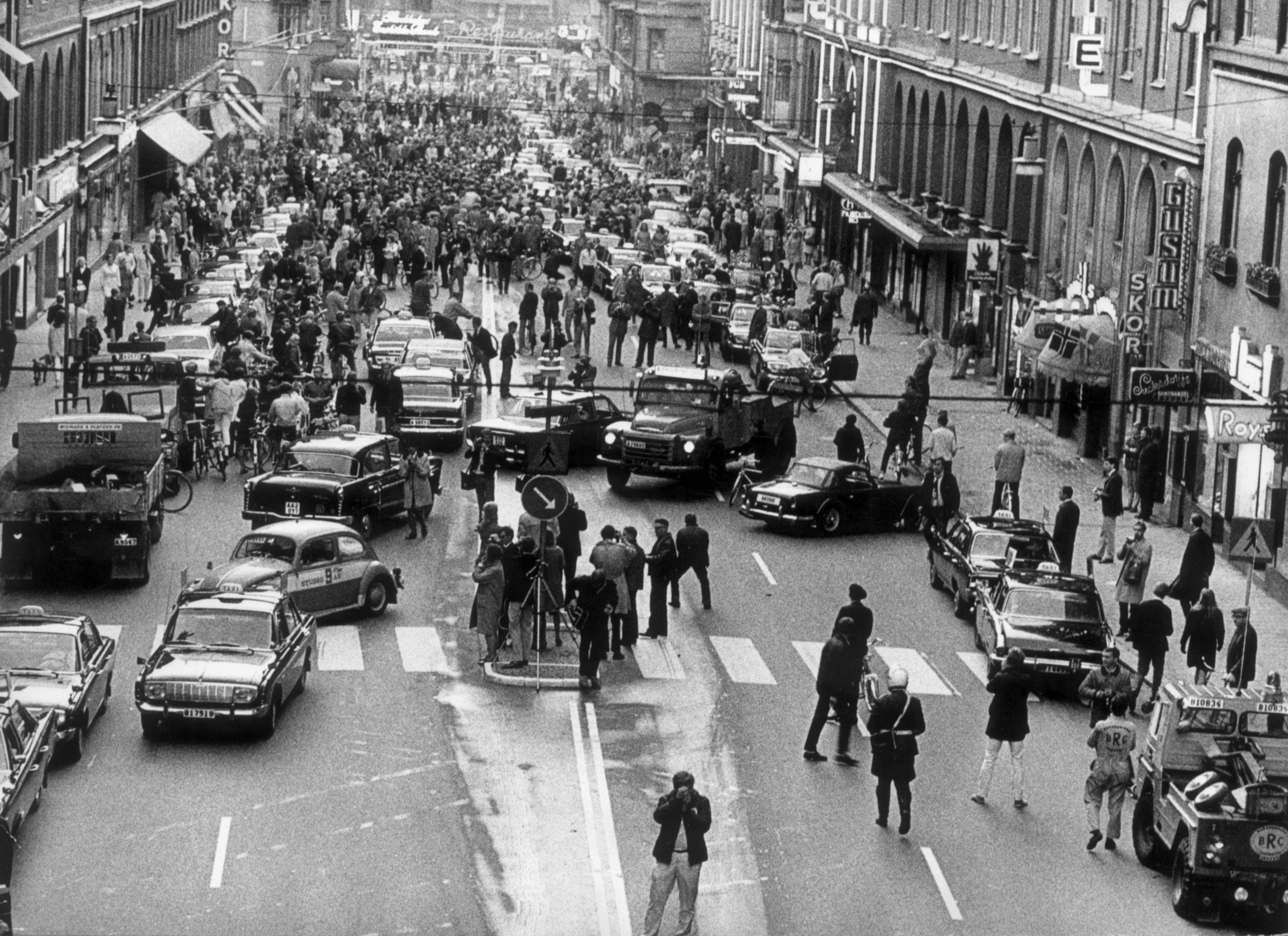
Stockholm 3. září 1967.

Již záhy byl rozdán objemný informační materiál, jenž měl připravit obyvatelstvo na nadcházející změnu.
V noci z 2. na 3. září 1967 byla veškerá soukromá doprava zakázána. Jednotlivá města si sama stanovila konkrétní časy. Stockholm zakázal soukromé cesty autem mezi 10 h druhého září do 15 h třetího září. V Göteborgu začal zákaz soukromých jízd platit v sobotu v 15 h do neděle 15 h. Pro Borås platil zákaz jízdy od 16 do 12 h a Karlstad si ho ustanovil od 16 do 6 h.
V 4 hodiny 45 minut se veškerá doprava musela zastavit, v 5 hodin přejela vozidla na druhou stranu a v 5 hodin 15 minut mohla pokračovat v cestě – už po pravé straně silnice. V hodině přechodu se po ulicích nacházelo mnoho lidí, kteří chtěli být svědky této historické události. Média to označovala jako lidovou slavnost a přirovnávala ke karnevalu. Přítomno bylo i mnoho zahraničních korespondentů, aby ve své vlasti podali o přeložce zprávu. Uskutečnil se i přenos přes satelit do Ameriky.
U silnic byly vztyčeny šestihranné dopravní značky s písmenem H, aby řidiči pamatovali, že se nyní mají držet na pravé straně.
Přechod proběhl celkem hladce a z pozdějších průzkumů vyplynulo, že počet dopravních nehod od zavedení pravostranné dopravy značně klesl.

## Kuriozum
Jak vyplývá z archivu švédské televize, uvažovalo se podle britských reportérů i ve Velké Británii o zavedení pravostranné dopravy, až se Británie stane členem společného trhu – pokud změna ve Švédsku proběhne bez potíží. Potíže ve Švédsku sice nenastaly, ale jak je dobře známo, Velká Británie se drží levostranné dopravy dodnes, což lze vysvětlit větší hustotou osídlení Británie, a tudíž mnohem hustší dopravou. Navíc mají britská auta volant na pravé straně.

## Tramvajová doprava ve Švédsku
Přeložení dopravy z levé na pravou stranu znamenalo v mnoha švédských městech konec tramvajové dopravy. Dnes provozují tramvaje již jen tři města, a to Göteborg, Norrköping a nyní i Stockholm, kde se v roce 1991 znovu zprovoznila linka 7 (Djurgårdslinjen).

## Metro a roslagsbanan
Metro a roslagsbana (uzkorozchodný městský vlak) jezdí vlevo dodnes.